# Cecilia Prato
Cecilia Prato (11 de julio de 1957, Montevideo) es una música uruguaya cuya actividad artística se extendió desde fines de la década de 1970 hasta mediados de la década de 1980.

## Biografía
En la segunda mitad de la década de 1970 formó parte del resurgir de la música popular uruguaya, junto a una generación de artistas integrada por Leo Maslíah, Fernando Cabrera, Rubén Olivera y Los que iban cantando, entre otros.
Su repertorio estuvo integrado principalmente por canciones populares latinoamericanas, tanto tradicionales como contemporáneas. Su carrera musical estuvo muy vinculada a la de su esposo, el también músico Jorge Lazaroff, quien participó en la mayoría de sus grabaciones y estuvo a cargo de los arreglos y la producción artística de su único disco solista. Ocasionalmente también contó con el apoyo instrumental de Carlos da Silveira.
En 1978 comenzó sus actuaciones públicas a nivel profesional. Ese año participó de varios espectáculos como "Canto para que estés", en la Asociación Cristiana de Jóvenes, "Musicantes" organizado por Cinemateca y "Canciones cruzadas" enmarcada en el Ciclo de Música Popular de la Alianza Francesa. Dicho ciclo, cuya coordinación estuvo a cargo de Víctor Cunha consistió en una serie de más de 150 funciones de 35 espectáculos diferentes llevados a cabo entre 1977 y 1982. Uno de los espectáculos del mismo fue 5 del 78, en el que además de Prato participaron Estela Magnone, Leo Masliah, MonTRESvideo (integrado por Fernando Cabrera, Daniel Magnone y Gustavo Martínez) y Rubén Olivera. Dicho recital tuvo lugar en junio de 1979 y fue registrado en un fonograma colectivo homónimo.
Entre 1980 y 1981 participa en el grupo Canciones para no dormir la siesta. Ese último año Ayuí / Tacuabé edita el que sería su único disco solista, que se tituló "Canción de Cecilia".

## Discografía

### Solista
- Canción de Cecilia (Ayuí / Tacuabé a/e32. 1981)

### Colectivos
- 5 del 78 (Ayuí / Tacuabé a/m23. 1979)
- Hasta siempre (Ayuí / Tacuabé a/e45. 1985)